# 尤兰田
尤兰田（1951年1月—），女，天津人，中华人民共和国政治人物。

## 生平
早年担任北京市崇文区委书记。2007年，担任中国共产党北京市委员会常委。2008年，担任中共中央统战部副部长。同年，当选第十一届全国政协委员，代表特别邀请人士，分入第五十七组。并担任港澳台侨委员会副主任。
2011年9月，任中国宋庆龄基金会副主席。